# دروموند موني-كوتس
دروموند وليام توماس كوتس (بالإنجليزية:  Drummond Money-Coutts)‏ (و.11 مايو 1986-)، يعرف أيضا باسم دي إم سي DMC، هو ساحر، والوريث المعروف لبارون لاتيمر (Baron Latimer).
اكتسب اهتمامه في السحر في الطفولة. عرض أول عروضه المهنية في العام 2000 بينما كان لا يزال في المدرسة في الجمعية البستانية الملكية (Royal Horticultural Society). ومنذ ذلك الحين قدم عروضا أمام شخصيات بارزة من بينها هيو جرانت، مايكل باركنسون، والملكة "اليزابيث الثانية.

## إنتاجات الأفلام
في أغسطس 2007 سافر موني-كوتس إلى كينيا برفقة توم ليون لتصوير الاجازات الكينية في فيلم وثائقي صدر في دي في دي في أوائل عام 2008. تم إنتاجه بغرض جمع الأموال لبناء مدرسة ابتدائية على الساحل الكيني. في يونيو 2013، تم بث أول عرض تلفزيوني للفيلم في جميع انحاء العالم على قناة ناشيونال جيوغرافيك.
يتابع فيلم Card Shark قصة "Three-Card Monte" وفيه مونتي-كوتس يسافر من لندن إلى باريس ومن ثم إلى بانكوك لتقديم عروض ولقاء محترفي بطاقات ألعاب الخفة. في وقت لاحق من ذلك العام، بدأ مسلسل تلفزيوني شائع مع قناة Beyond Magic حيث سافر إلى وجهات مختلفة في جميع انحاء العالم بما في ذلك لندن وبرشلونة ومكسيكو سيتي وسنغافورة وادى عروض ألعاب الخفة في الشارع جنبا إلى جنب مع الخدع بالبطاقات.

## الموت بالسحر
في نوفمبر 2018، أصدر موقع Netflix  سلسلة قدمها بواسطة DMC  بعنوان الموت بالسحر Death by Magic. في سلسلة كانت معروفة في الماضي بأنها تسببت في وفاة المؤدي. تم إصدار السلسلة على Netflix في 30 نوفمبر 2018.